# Prodeinodon
Prodeinodon là một chi khủng long, được Osborn mô tả khoa học năm 1924.